# Le Clerjus
Le Clerjus is een gemeente in het Franse departement Vosges in de regio Grand Est en telt 561 inwoners (2005).

## Geschiedenis
De gemeente maakte deel uit van van het kanton Xertigny totdat dat werd samengevoegd met de kantons Bains-les-Bains en Plombières-les-Bains tot het huidige kanton Le Val-d'Ajol. Alle gemeenten in de genoemde kantons maken deel uit van het arrondissement Épinal.

## Geografie
De oppervlakte van Le Clerjus bedraagt 33,4 km², de bevolkingsdichtheid is 16,8 inwoners per km².
In de gemeente ligt spoorwegstation Bains-les-Bains.
De onderstaande kaart toont de ligging van Le Clerjus met de belangrijkste infrastructuur en aangrenzende gemeenten.

## Demografie
Onderstaande figuur toont het verloop van het inwonertal (bron: INSEE-tellingen).